# Чихачёв, Платон Александрович
Плато́н Алекса́ндрович Чихачёв (1812, Гатчина — 13 мая 1892, Версаль, Франция) — русский географ, путешественник и альпинист. Один из членов-учредителей Русского географического общества, Почётный член Санкт-Петербургского Минералогического Общества. Младший брат Пётра Александровича Чихачёва. С исследовательскими целями совершил путешествия в Северную и Южную Америку, горы Пиренеи в Европе, Северную Африку и Центральную Азию до плато Устюрт. Первым в мире поднялся на вулкан Пичинча в Андах и высшую точку Пиренеев пик Ането. За барометрическое нивелирование горного массива Маладетта удостоен Серебряной медали Академии в Тулузе. За заслуги в области естествознания избран Почётным членом ряда научных обществ и академий Европы.

## Биография

### Детство и отрочество
Родился в семье действительного статского советника Александра Петровича Чихачёва и Анны Федоровны Чихачёвой, урождённой Бестужевой-Рюминой. Отец, отставной полковник лейб-гвардии Преображенского полка, в 1804 году назначен Директором города Гатчина. Мать, двоюродная сестра декабриста А. А. Бестужева, женщина высокой культуры, много времени уделяла воспитанию сыновей.
Братья Пётр и Платон получили прекрасное домашнее воспитание и начальное образование, большей частью — трудами любящей матери.
Родители также имели возможность отправлять детей для обучения к преподавателям — профессорам лицея в Царском Селе. Это было лучшее учебное заведение Российской империи. Большое влияние на формирование личностей братьев оказал Егор Антонович Энгельгардт, директор Императорского Царскосельского лицея. Будучи большим знатоком и искренним любителем естествознания, Энгельгардт привил братьям любовь к природе.
К совершеннолетию оба брата обладали прекрасными манерами, хорошо владели верховой ездой, фехтованием, стрельбой из пистолета и ружья, свободно изъяснялись на нескольких европейских языках, писали стихами и прозою, знали основы геологии, минералогии, ботаники, умели составлять флористические гербарии, коллекции горных пород и многое другое.
Труды любящих и высокообразованных родителей, занятия с профессорами Царскосельского Лицея дали прекрасные плоды: братья Пётр и Платон Чихачёвы стали одними из самых знаменитых европейских учёных и путешественников XIX века. Грустной чертою биографий братьев стало то, что свои устремления они могли реализовать в целом лишь за пределами своей родины. Крепостнический режим Николая I Романова не мог простить Петру и Платону Чихачёвым свободолюбия и европейских демократических взглядов.
Братьев разделяла разница по возрасту в четыре года, они имели разные темпераменты и влечения, но всю жизнь поддерживали дружеские отношения. Одна страсть оказалась для Петра и Платона Чихачёвых определяющей в жизни — любовь к естествознанию.

### Военная служба
С 1828 года — юнкер на военной службе в Санкт-Петербургском уланском полку.
Участвовал в войне против Турции в 1828—1829 годах, участвовал в осаде Силистрии и Шумлы. Принял участие в боевых действиях в Польше в 1831 году.
В 1829 году за отличную службу и личную храбрость в сражении под Кулевчой был произведён в ротмистры досрочно.
Пребывая с уланским полком под Бухарестом,  впервые познакомился с книгой немецкого географа и путешественника Александра Гумбольдта «Путешествие в равноденственные страны Нового Света», как тогда называли Американский континент. Книга Гумбольдта оказала на молодого и энергичного офицера сильное впечатление. Чихачёв стал задумываться о том, чтобы оставить службу и отправиться в исследовательское путешествие в Америку.
В 1833 году Чихачёв подал рапорт и вышел в отставку. Теперь можно было осуществить свою мечту.
Военная служба закалила Платона Чихачёва физически и дала теоретические и практические навыки, которые позволили ему впоследствии стать замечательным путешественником и одним из первых успешных альпинистов в мире.

### Путешествия по Европе, Америке и Северной Африке
В 1835 году Платон Чихачёв отправился в грандиозное трёхлетнее путешествие. Вначале он посетил Шотландию и Англию, откуда прибыл во Францию. Затем путешествовал по Италии. Американским коммерческим пароходом из Палермо Чихачёв отплыл в Филадельфию на Северо-Американский континент. Путешествовал по Канаде до озера Верхнего, верхом на лошади проехал вдоль по течению рек Миссисипи и Огайо,  откуда вернулся в Нью-Йорк. Погрузившись на морское судно, Чихачёв прибыл в порт Веракрус в Мексике и вновь сел на лошадь. Прибыв в Акапулько, путешественник морем добрался до порта Гуаякиль в Эквадоре. Привычным способом, верхом на лошади, Чихачёв въехал в столицу страны Кито. Позднее исследователь вспоминал:
...Неизвестное имело для меня прелесть неизъяснимую, а препятствия лишь раздражали мое любопытство
Анды — высокие горные хребты Южной Америки, поразили воображение 24-летнего путешественника. Чихачёв попытался выехать в горы из колумбийского города Санта-Фе-де-Богота, но это было небезопасно из-за политических трений и военного конфликта в регионе. Вторая попытка пересечь Анды из Перу через города Кальяо, Лима и Куско вновь не удалась. Однако здесь Чихачёв, вдохновлённый альпинистскими восхождениями Александра Гумбольдта, первым в мире осуществил успешное восхождение на вулкан Пичинчу (4787 м). Русский альпинист-путешественник также поднялся на вулкан Паско и другие американские горы. Далее на французском корвете «Ариана» Чихачёв достиг чилийского порта Вальпараисо. Отсюда он отправился в столицу Чили — Сантьяго, город, который описал в своих воспоминаниях.
Теперь, в третий уже раз, неутомимый исследователь, наняв проводника и трёх мулов, решил пересечь Южно-Американский континент с запада на восток. Это путешествие только по географической карте имеет протяжённость более 1200 км. Поднявшись полупустынными горными тропами вверх по долине реки Майпо, путешественники вышли к заброшенному серебряному руднику Кумбре на высоте 3965 м, достигнув перевала в горном хребте Анд. Теперь предстояло спуститься вниз по восточным склонам хребта. Здесь Чихачёв встретил буйную тропическую растительность и богатейший животный мир. Добравшись до городка Мендоса, Чихачёв передохнул и отправился по равнине далее на восток к Атлантическому океану. Позднее путешественник подробно описал свой путь через Южно-Американские пампасы. В Буэнос-Айресе Чихачёв встречался и беседовал с английскими моряками, которые на фрегате должны были отправиться вокруг Южной Америки через мыс Горн в Индию, где британский генерал-губернатор Окленд готовился к вторжению в Афганистан с тем, чтобы вплотную придвинуться к Азиатским владениям Российской империи. Это поразило Платона Чихачёва и зародило мысль об исследовании Центральной Азии. А пока Чихачёв отправился к берегам Огненной Земли на крайнем юге Америки.
За три года путешествий по Америке Платон Чихачёв проделал путь по воде, пешком, верхом на лошадях и мулах в несколько тысяч километров — от берегов озера Онтарио в Канаде до антарктических холодных вод Южного океана. Исследователь собрал колоссальное количество разнообразных материалов в виде наблюдений и барометрических нивелировок, которые он заносил в полевые дневники. Платон Чихачёв стал первым русским путешественником, который пересёк Южную Америку с запада на восток через горные хребты Анд от Тихого океана до Атлантики.

### Возвращение в Европу. Встреча с Гумбольдтом
В Париже случилось несчастье: неизвестным были украдены бумаги Чихачёва. Пропала большая часть драгоценных полевых дневников и научных наблюдений, которые исследователь вёл во время своего путешествия по Америке. Из Парижа в 1838 году Платон Чихачёв приехал в Берлин для встречи с Александром Гумбольдтом. Немецкий географ с большим сочувствием отнёсся к планам молодого русского путешественника проникнуть в неисследованные области Центральной Азии. А. Гумбольдт написал министру финансов Российской империи графу Е. Ф. Канкрину письмо-рекомендацию, где, в частности, отметил:
...обладая мужеством и счастливейшими природными дарованиями, [Платон Чихачев] имеет стремление посвятить свою жизнь чему-нибудь замечательному, например путешествию в Центральную Азию. <...> Его стремление к знанию — не пустая видимость. Это превосходный молодой человек, в лице которого может погибнуть многое, если его не поддержат на родине.
Подобную рекомендацию знаменитый европейский географ отправил и лично российскому императору Николаю I Романову. Но у русского царя было иное мнение: он весьма неприязненно относился к братьям Петру и Платону Чихачёвым, которые были проникнуты духом европейской свободы и демократии, и не скрывали своих симпатий к декабристам. Против каких-либо экспедиций во внутренние районы Центральной Азии был и министр иностранных дел Российской империи хитрый царедворец и чрезвычайно осторожный дипломат Карл Нессельроде.

### В Париже и Берлине
В столице Франции П.Чихачёв в 1838 году слушает лекции астронома и метеоролога Франсуа Араго и геолога Жана Батиста Эли де Бомона. В Берлине он посещает лекции профессора Карла Риттера, автора грандиозного энциклопедического труда, впервые вобравшего все имевшиеся к началу XIX века сведения о географии Земли.

### Хивинский поход и неудавшаяся миссия в Британскую Индию
По возвращении в Россию Платон Чихачёв получает основательные познания в практическом определении географических координат пунктов на местности, без чего создание точных карт просто невозможно. В обсерватории Пулково под Санкт-Петербургом П. Чихачёв проходит курс обучения у В. Я. Струве и О. В. Струве. Теперь энергичный путешественник готов к научному изучению Центральной Азии.
В 1839 году Платон Чихачёв с большими трудностями добился того, чтобы его включили в состав участников Хивинской экспедиции российской армии в Центральную Азию под руководством генерала В. А. Перовского. Летом двигаться на Хиву было невозможно — температура воздуха в тени достигала + 45° по Цельсию, а на поверхности песков — до + 90°. Отряд выступил из Оренбурга в ноябре. В пути начались непредвиденные бураны, ударили сильные морозы. Достигнув склонов плато Устюрт и потеряв много солдат и офицеров, Перовский весною 1840 года повернул назад.
В это время Чихачёв вызвался добровольно совершить чрезвычайно опасное и длительное путешествие из Хивы через Памир и Тибет в Индию. На вольноопределяющегося — отставного ротмистра Платона Чихачёва была возложена миссия по исследованию ближайшей к русским пределам горной страны Памир. Оттуда, через Тибет Чихачёв предполагал тайно проникнуть в британские владения в Индии с разведывательными целями, после чего вернуться в Российскую империю с обстоятельным отчётом о путешествии и картой посещённых областей. Геополитическое соперничество за влияние в Центральной Азии между Британской и Российской империями известно в британской исторической традиции как «Большая Игра». Генеральный Штаб русской армии был очень заинтересован в исполнении этого разведывательного плана. Но министр иностранных дел Карл Нессельроде, который небеспочвенно опасался резко негативной реакции Британской империи, в случае, если бы тайная миссия Чихачёва в Британскую Индию открылась, в исполнении этого плана отказал.
В военном походе на Хиву отставной ротмистр Чихачёв показал себя храбрым и стойким воином. Окружённому русскому отряду зимой в пустыне пришлось несколько дней питаться одной кониною и, отстреливаясь из ружей и пистолетов, ежедневно подвергаясь атакам противника. Чихачёв был представлен генералом Перовским к Георгиевскому кресту, но император Николай I вычеркнул его имя из наградного листа, найдя формальную причину: по наградному Положению боевой орден не может быть вручён штатскому. С соизволения императора Чихачёву за воинскую доблесть и мужество, проявленные в Хивинском походе 1839—1840 годов был пожалован «какой-то штатский крестик».
Одной из главных причин неудачи Хивинского похода 1839—1840 годов было незнание географии края. Спустя пять лет В. А. Перовский и П. А. Чихачёв стали у колыбели Русского Географического общества. Результаты с таким трудом добытых и оплаченных кровью погибших русских воинов метеорологических наблюдений Платона Чихачёва в Хивинской земле были высланы во Францию и опубликованы в Трудах Парижской Академии наук.
Как позднее вспоминал сам Чихачёв, после Хивинского похода он был вынужден выехать в Алжир и Европу «для поправления здоровья».

### Два восхождения на высшую точку Пиренеев. Триумф русской науки
Имея блестящий опыт горновосхождений и прекрасную физическую форму, Платон Чихачёв первым в мире поднимается на самую высокую гору Пиренеев — пик Нету, он же пик Ането. Пик этот сейчас носит название Ането и находится в диком горном массиве, который у местных жителей носит название Маладета, что в переводе с испанского означает «Проклятая Гора».
Платон Александрович Чихачёв поднялся на пик 18 июля 1842 года. На вершину его сопровождали проводники Пьер Санио де Лус, Люшонне Бернар Арразо и Пьер Редонне. В группе восходителей были также ботаник Альбер де Франквиль и его проводник Жан Сор. На вершине горы путешественники сложили пирамиду из камней и оставили бутылку, содержавшую имена всех участников экспедиции. Чихачёв вложил в бутылку свою визитку. С помощью барометра русский альпинист определил максимальную высоту Пиренеев — 3404 м.
Благополучно спустившись вниз, Чихачёв рассказал о своём восхождении французу де Жуанвилю. Тот не поверил Чихачёву, усомнившись как в определении высоты, так и в самом факте восхождения на самую высокую гору Пиренеев. На пари Платон Чихачёв вызвался вновь подняться на д’Ането, но теперь уже с де Жуанвилем. На вершине французский спутник нашёл визитную карточку Чихачёва, а повторные измерения высоты — что было немаловажно для науки — дали тот же результат. Это был заслуженный триумф русского альпиниста и исследователя Платона Чихачёва и триумф приоритета русской науки в географическом достижении
Результаты ряда барометрических измерений высот в Пиренеях, включая двукратное измерение высоты пика Ането были опубликованы в Академии в Тулузе, Франция в 1842 году. За цикл работ Платон Чихачёв удостоен Серебряной медали Тулузской Академии.
Платон Чихачёв также совершил путешествие в Северную Африку по французским колониальным владениям в Алжире.

### Кто же первым поднялся на пик Ането?
В некоторых источниках указывается, что впервые на Пик Ането поднялся французский путешественник, профессор естественной истории в Тарбской Центральной школе барон Рамон Луис де Карбонниер (Louis-François-Elisabeth, Baron Ramond de Carbonnières, 1753—1827), который описал свои путешествия в книгах:
- Pic du Midi и Mont-Perdu.
- Observations faites daus les Pyrénées. Paris (?), 1789. 3 tabl.
- Voyage au Mont-Perdu et dans la partie adjacente des Hautes-Pyrénées. Paris (?), 1801. 16 tabl.
- Voyage au sommet du Mont-Perdu. Paris (?), 1807.

Здесь требуется тщательное изучение документов и свидетельств. Подъём на гору не всегда в то время означал восхождение на высшую точку. Достижение Платона Чихачёва подтверждено дважды и отмечено официально Тулузской Академией с вручением Серебряной медали. Вопрос приоритета: кто первым в истории поднялся на пик Анету — пока исторической наукой не разрешён.

### Геополитические воззрения на значение Центральной Азии
В 1845 году Платон Чихачёв стал членом-учредителем Русского Географического общества. Увлёкшись географией Центральной Азии, Чихачёв в январе 1848 года предложил от имени Географического общества организовать экспедицию для исследования истоков реки Аму-Дарья, вопроса, который не был разрешён европейской географией. Просьбу исследователя вновь отклонили. Российская империя между тем уже установила в 1845 году торговые отношения с Кокандским ханством, откуда широко осуществляла вывоз хлопка. А это вызывало опасения Англии, которая в действиях России усматривала её геополитические устремления в Центральную Азию. Сведения же об этом регионе были чрезвычайно скудными. Чихачёв писал, что в это время со стороны официальных властей подвергалось
То было странное время, — период... скрытого гонения на все, что относилось к освещению почти неизвестного материка [Азии] и вполне естественных и столь важных интересов России на Востоке
В 1849 году на заседании Императорского Русского Географического общества Чихачёв прочёл доклад «О вершинах [то есть „истоках“] Аму и Сыр-Дарьи» и представил лично выполненную им «Ипотетическую карту Памира» [«ипотетическая» — значит «гипотетическая»; основанная на гипотезе; «предполагаемая»]. Работа эта выполнена с большим тщанием. Энциклопедически образованный Чихачёв, используя весьма скудные источники информации, дал историю исследования Памира от древности до современного ему времени и впервые указал на важное геополитическое значение Памира для Российской империи, как региона, где неизбежно должны столкнуться интересы России и Великобритании за влияние в Центральной Азии. Доклад и «Ипотетическая карта Памира» Чихачёва произвели на слушателей сильное впечатление и отдельной статьёй были напечатаны в Третьей книжке Императорского Русского Географического общества.

### Жизнь в России
Страстно ратовал за развитие географии на своей родине в России на пользу науке и обществу. В 1845 году стал одним из членов-учредителей Русского географического общества.
В Восточной или Крымской войне 1853—1856 годов волонтёром защищал Севастополь. Как знаток Европы и языков состоял на службе для дипломатических поручений при Главнокомандующем русскими силами М. Д. Горчакове.
Демократ как и брат, Платон был убеждённым противником крепостного права в Российской империи. Находился в оппозиции к существующему политическому режиму в России, почему и состоял на особом учёте в русской полиции.

### Последние годы жизни в Западной Европе
В 1856 году Платон Александрович Чихачев женился на баронессе Екатерине Фёдоровне Оффенберг (1830—1888), фрейлине двора (1849) и дочери барона Ф. П. Оффенберга. До 1874 года супруги жили преимущественно в Париже, с 1874 по 1880 год — в Висбадене, в Германии. Последние свои годы Чихачёв провёл в Канне, на юге Франции. В это время он написал несколько страноведческих статей, опубликованных в России. П. А. Чихачёв в знак признания его заслуг на пользу географической науке был избран почётным членом нескольких научных обществ и академий Европы.
Жизнь Платона Александровича Чихачёва за рубежом была весьма уединённой, чуждой сколько-нибудь широких общественных связей и почестей, соответствовавших учёному его ранга. Он постарался дать своим детям столь же хорошее образование, какое получил сам: его сын Фёдор Платонович Чихачёв стал известным ученым-минералогом.
Платон Александрович Чихачёв скончался в Версале 13 (25) мая 1892 года, ненадолго пережив свою жену. Согласно завещанию его тело было перевезено в Ниццу, Франция, и захоронено рядом с могилою жены на Русском кладбище.
Дети:
- Фёдор Платонович (1859—1919), минералог, работал в Германии и Франции, вернулся в Россию, где был арестован в 1919 году в Москве, а потом переведён в Нижний Новгород, где умер в сентябре того же года. Был женат на Марии Петровне Альбединской (1863—1928), дочери П. П. Альбединского;
- Вера Платоновна (19.03.1863; Париж— ?), крестница К. В. Чевкина и княгини Е. П. Кочубей.
- Любовь Платоновна (05.02.1866; Париж —1940), похоронена на Русском кладбище в Ницце, рядом с могилой отца.
- Анна Платоновна

## Итоги научных исследований
По возвращении из путешествий по Северной и Южной Америкам привёз в Европу путевые дневники 1836—1838 годов, наблюдения географические и этнографические, физико-географические описания, рукописи статей по физической географии Нового Света. Значительная часть рукописных научных материалов было украдена во время пребывания Чихачёва в Париже в 1838 году. Научным методом исследователя и учёного было то, что обладая превосходной памятью и колоссальной эрудицией, Чихачёв был очень щепетилен в научных изысканиях, поверяя личные наблюдения сведениями других авторов. Вероятно, эта черта учёного и исследователя не позволила ему опереться на ненадежные свидетельства памяти, не имея под рукой документальных дневниковых записей. Человеческая и научная репутация в европейской науке являлись высшей ценностью, не подлежащей сомнению или ревизии.

### География
- Первым в мире поднялся на вершину вулкана Пичинча (5787 м), в Южной Америке.
- Первым в мире дважды поднялся на высшую точку Пиренеев и барометрически определит её высоту. Результаты опубликованы в Трудах Академии в Тулузе в 1842 году.
- На основе личных наблюдений дал описание Южно-Американских пампасов.
- В барометрических нивелировках — определении высот пунктов с помощью барометра одним из первых в России использовал метрическую систему мер, указывая высоты в метрах.

### Сравнительное страноведение
- На основе личных наблюдений дал сравнительное описание Калифорнии, США, и Уссурийского края, Российская империя.

### Экономическая география
- На основе личных наблюдений описал озёрные транспортные пароходные пути в США.

### Картография
- Используя различные источники, выполнил «Ипотетическую карту Памира», первое в российской картографии и географии приближённое к действительности изображение малоисследованной области Центральной Азии.

### Геополитика
- Указал на то, что Памир и прилегающие области есть арена геополитического соперничества Российской и Британской империй. Составил план стратегического разведывания региона с тайным проникновением в Британскую Индию.

### Стратегическая разведка
Предложил план тайного стратегического разведывания Хивы, Бухары, Ферганы, Памира, Тибета и Британской Индии, который сам вызвался осуществить; план этот отклонён министром Нессельроде. Позднее осуществлён венгерским путешественником Арминием Вамбери в 1861—1864 годах.

### Климатология
В Хивинском походе вёл метеорологические наблюдения, изданные затем во Франции в Парижской Акадении наук в 1840 (?) году.

## Некролог
- Платон Александрович Чихачев. Некролог // [Санкт-Петербург: Типография В. С. Балашева, Набережная Екатерининского канала, дом № 80]. Журнал Министерства народного просвещения. 1892. Июнь. Книжка CCLXXXI (281). Раздел: Современная летопись. Некролог. С. 126—129.

То же: Некролог. Электронная копия-репринт в свободном доступе по Адресу:
- Некролог в Журнале Министерства народного просвещения Книжка CCLXXXI. 1892. Июнь. Титульный лист + Оглавление + Некролог: С. 126—129.